# Pingasa sublimbata
Pingasa sublimbata là một loài bướm đêm trong họ Geometridae.